# Западный Негрос
Западный Негрос (исп. Negros Occidental, таг. Kasadpang Negros) — провинция Филиппинской республики на острове Негрос, в западной части Висайских островов. На востоке граничит с провинцией Восточный Негрос. На западе омывается водами залива Панай и пролива Гимарас, которые относятся к морю Сулу. Административный центр провинции — город Баколод.

## География
Рельеф провинции в основном горный, побережье — низменное, местами заболоченное. На низменности выращивают сахарный тростник. Горы покрыты лесами.

## Население
Основное население говорит на бисайских языках (хилигайнон, себуано, масбате). В горных районах живут аэта, негритосы.

## Административное деление
В административном отношении провинция подразделяется на 19 муниципалитетов и 13 города:

### Города
- Баколод (Bacolod)
- Баго (Bago)
- Кадис (Cadiz)
- Эскаланте (Escalante)
- Имамайлан (Himamaylan)
- Кабанкалан (Kabankalan)
- Ла-Карлота (La Carlota)
- Сагай (Sagay)
- Сан-Карлос (San Carlos)
- Силай (Silay)
- Сипалай (Sipalay)
- Талисай (Talisay)
- Викторияс (Victorias)

### Муниципалитеты
| - Биналбаган (Binalbagan) - Калатрава (Calatrava) - Кандони (Candoni) - Кауайян (Cauayan) - Энрике Б. Магалона (Enrique B. Magalona) - Инигаран (Hinigaran) - Иноба-Ан (Hinoba-an) - Илог (Ilog) - Исабела (Isabela) - Ла-Кастеллана (La Castellana) | - Манапла (Manapla) - Моисес Падилля (Moises Padilla) - Мурсия (Murcia) - Понтеведра (Pontevedra) - Пулупандан (Pulupandan) - Салвадор Бенедикто (Salvador Benedicto) - Сан-Энрике (San Enrique) - Тобосо (Toboso) - Валлядолид (Valladolid) |

## Экономика
Мелкие города в большинстве — центры сахарной промышленности, в Баколоде также есть предприятия пищевой промышленности.
C 2015 по 2017 входила в регион Негрос.